# Banerherre
Banerherre var en titel för en länsherre som var berättigad att föra eget baner. 
Under feodaltiden förde varje länsherre, som ägde ett större antal vasaller, ett baner, kring vilket alla hans underlydande samlades till gemensamt uppträdande i
striden.